# Pjotr Sergejewitsch Semjonow
Pjotr Sergejewitsch Semjonow (russisch Пётр Серге́евич Семёнов; * 17. Junijul. / 30. Juni 1902greg. in Sankt Petersburg, Russisches Kaiserreich; † 25. Dezember 1986 in Moskau) war ein sowjetischer Offizier und zuletzt Generaloberst der Artillerie.

## Leben
Pjotr Sergejewitsch Semjonow trat 1918 in die Rote Armee ein und nahm in der Folgezeit bis zum 16. Juni 1923 am Russischen Bürgerkrieg teil. Nach zahlreichen Verwendungen als Offizier und Stabsoffizier nahm er am Winterkrieg (30. November 1939 bis 13. März 1940) gegen Finnland teil und war zu Beginn des Deutsch-Sowjetischen Krieges (22. Juni 1941 bis 2. Mai 1945) zunächst Kommandeur der Artillerie der 50. Armee und anschließend Kommandeur der Artillerie der 20. Armee und wurde am 1. Oktober 1942 zum Generalmajor der Artillerie befördert. Im weiteren Kriegsverlauf wurde er 1943 Kommandeur der Artillerie der 11. Gardearmee und wurde in dieser Verwendung am 5. Juli 1943 zum Generalleutnant der Artillerie befördert.
Nach Ende des Zweiten Weltkrieges war er Kommandant der Höheren Artilleriekommandoschule in Kolomna, Kommandeur der Artillerie im Leningrader Militärbezirk sowie zuletzt Kommandeur der Artillerie im Karpaten-Militärbezirk. Er wurde zuletzt am 18. Februar 1958 zum Generaloberst der Artillerie befördert und 1969 in den Ruhestand versetzt. Nach seinem Tode wurde er auf dem Kunzewoer Friedhof in Moskau beigesetzt.
Für seine langjährigen Verdienste wurde Semjonow mehrfach ausgezeichnet und erhielt unter anderem folgende Orden und Auszeichnungen: den Titel Held der Sowjetunion (19. April 1945), vier Mal den Leninorden, den Orden der Oktoberrevolution, den Rotbannerorden, zwei Mal den Suworow-Orden Zweiter Klasse, den Orden des Vaterländischen Krieges Erster Klasse, den Orden des Roten Banners der Arbeit, den Orden des Roten Sterns sowie die Medaille „Sieg über Deutschland“.